# Góry Gazimurskie
Góry Gazimurskie (ros.: Газимурский хребет; Gazimurskij chriebiet) – pasmo górskie w azjatyckiej części Rosji, na Zabajkalu, w południowo-wschodniej części Kraju Zabajkalskiego, między rzekami Gazimur i Uriumkan. Rozciąga się na długości ok. 200 km i szerokości 20–50 km. Wznosi się średnio na wysokość 900–1100 m n.p.m.; najwyższy szczyt, Uszmunckij Golec, ma wysokość 1372 m n.p.m. Pasmo zbudowane jest ze skał z okresu paleozoiku i mezozoiku, głównie z granitów, gnejsów, łupków krystalicznych oraz piaskowców. Dominuje rzeźba średnio-, miejscami niskogórska. Zbocza porozcinane są dolinami rzek i pokryte górską tajgą, miejscami także lasostepem.